# Cascina San Fiorano
La cascina San Fiorano è una cascina posta nel comune di Pieve d'Olmi, a nordovest del centro abitato.

## Storia
La località di San Fiorano era un piccolo villaggio agricolo di antica origine del Contado di Cremona con 200 abitanti a metà Settecento.
In età napoleonica, dal 1810 al 1816, San Fiorano fu già frazione di Pieve d'Olmi, ma recuperò poi l'autonomia con la costituzione del Regno Lombardo-Veneto.
Furono i governanti austriaci nel 1830 a sopprimere definitivamente il comune di San Fiorano annettendolo definitivamente a Pieve d'Olmi.